# Janumys
Janumys is een geslacht van uitgestorven zoogdieren uit het Midden-Krijt. Het was een lid van de orde Multituberculata. Het leefde in Noord-Amerika tijdens het Mesozoïcum, ook bekend als het tijdperk van de dinosauriërs. Het is voorlopig geplaatst in de informele onderorde Plagiaulacida.
De typesoort Janumys erebos werd in 2001 benoemd door Eaton en Cifelli. De geslachtsnaam betekent 'Janus-muis'. Janus was de god van de aanvang en de naam verwijst zo naar de positie in de basis van de Cimolodonta. De soortaanduiding Erebos is in de Griekse mythologie een duistere god of plek in de onderwereld en verwijst naar de nog duistere overgang tussen ‘Plagiaulacida’ en Cimolodonta.
Het holotype OMNH 26623 is gevonden in de Vroeg-Laat-Krijt grens uit het Albien-Cenomanien van de Cedar Mountainformatie in Utah, Verenigde Staten. Het bestaat uit een eerste kies. Verschillende andere kiezen en premolaren zijn toegewezen.